# Stone Lake (condado de Washburn)
Stone Lake es un lugar designado por el censo ubicado en el condado de Sawyer en el estado estadounidense de Wisconsin. En el Censo de 2010 tenía una población de 178 habitantes y una densidad poblacional de 38,74 personas por km².

## Geografía
Stone Lake se encuentra ubicado en las coordenadas 45°50′20″N 91°33′8″O / 45.83889, -91.55222. Según la Oficina del Censo de los Estados Unidos, Stone Lake tiene una superficie total de 4.59 km², de la cual 2.43 km² corresponden a tierra firme y (47.01%) 2.16 km² es agua.

## Demografía
Según el censo de 2010, había 178 personas residiendo en Stone Lake. La densidad de población era de 38,74 hab./km². De los 178 habitantes, Stone Lake estaba compuesto por el 94.94% blancos, el 0% eran afroamericanos, el 3.93% eran amerindios, el 0% eran asiáticos, el 0% eran isleños del Pacífico, el 0% eran de otras razas y el 1.12% pertenecían a dos o más razas. Del total de la población el 0% eran hispanos o latinos de cualquier raza.